# Pertti Karppinen
Pertti Johannes Karppinen (Vehmaa, Finska, 17. veljače, 1953.) je umirovljeni finski veslač, pobjednik na tri izdanja Olimpijskih igara za redom.
Osim što je osvajač tri zlatne medalje s OI Karppinen je bio i dvostruki svjetski prvak u samcu. Tehnički i taktički iznimno spreman, bio je poznat po pametnom raspoređivanju snage tijekom utrke te vrlo dobrom finišu. Uz Rusa Vjačeslava Ivanova on je jedini veslač koji ima tri olimpijska zlata u samcu.
Čuven je njegov rivalitet s njemačkim veslačem Peter-Michael Kolbeom koji je obilježio disciplinu samca u veslanju kasnih 1970-tih i ranih 1980-tih godina. Iako je Kolbe po broju medalja s Olimpijskih igara i Svjetskih prvenstava jedan od najuspješnijih skifista u povijesti, nikad nije osvojio zlato na OI iako ima čak tri srebra. U dva navrata je gubio upravo od Karppinena (Montreal 1976. i Los Angeles 1984.), dok se u Moskvi 1980. godine nisu sreli jer je Zapadna Njemačka tada bojkotirala Igre. 
Na Igrama u Seulu 1988. godine Karppinen je nastupio s lošijim rezultatom te je bio ukupno sedmi na tim Igrama, dok je Kolbe ponovno bio drugi, ovaj put iza nadolazeće zvijezde iz Istočne Njemačke Thomasa Langea. Karppinen je sudjelovao i na Igrama u Barceloni 1992. godine te je tada završio kao deseti.